# 无量山小檗
无量山小檗（学名：[Berberis wuliangshanensis] 错误：{{Lang}}：文本有斜体标记（帮助））是小檗科小檗属的植物，其种加词“wuliangshanensis”意为云南省普洱市景东彝族自治县“无量山的”。中国特有植物。分布在中国大陆的云南等地，生长于海拔1,800米至2,500米的地区，多生长在常绿阔叶林中和山坡，目前尚未由人工引种栽培。
现接受名为壮刺小檗（Berberis deinacantha C.K.Schneid.)。